# Heilige Lans (Rome)
De Heilige Lans die onder de koepel van de Sint-Pieter wordt bewaard zou de lans zijn geweest waarmee de heilige Longinus de zijde van Christus zou hebben doorboord nadat deze gestorven was. De lans in Rome heeft een veelbewogen geschiedenis.
Antoninus van Piacenza zag in 570 in Jeruzalem een heilige lans in de basiliek van het heilig graf. Dit zou het exemplaar zijn geweest dat nu in het Vaticaan berust. In 615 werd Jeruzalem ingenomen door een aanvoerder van de legers van Chosroës, de koning van Perzië. De lans werd met de andere relieken van het lijden van Christus meegenomen door de Perzen. Of het wapen bij die gelegenheid in tweeën is gebroken, of dat dat al eerder gebeurd was, is niet bekend. Zeker is dat de punt ervan nog in hetzelfde jaar ten geschenke werd gegeven aan ene Nicetas in Constantinopel.
Later bracht keizer Heraclius van Byzantium het overgebleven deel van de lans terug naar Jeruzalem. Daar werd het in ieder geval gezien door de pelgrim Arculphus, waarna het in de geschreven bronnen over Jeruzalem verder niet meer voorkomt. Ook in de pelgrimsverslagen van de heilige Willibald van Eichstätt wordt er met geen woord over gerept. Waarschijnlijk is het door de keizer naar Constantinopel gehaald (misschien samen met de doornenkroon), want vooral in een aantal verslagen van Russische bezoekers wordt gesproken over een dergelijk reliek, dat duidelijk te onderscheiden is van de punt (die immers ook in Constantinopel was). In 1453 werd de stad ingenomen door de Ottomaanse Turken en vielen alle relieken daar aanwezig in handen van de Ottomaanse sultans, die ze in de loop der tijd gebruikten om de diplomatieke betrekkingen met het Westen te beïnvloeden. Het kan niet uitgesloten worden dat er in die tijd ook het nodige is vervalst. Precies op die manier werd de heilige lans door sultan Bayezid II aan paus Innocentius VIII geschonken om deze gunstig te stemmen. De paus hield namelijk op dat moment de broer van de sultan gevangen. Innocentius had overigens grote twijfels over de authenticiteit van de lans, met in het achterhoofd de claims van de lanzen van Parijs, Neurenberg, Krakau en vooral die van Antiochië, waarvan nu wordt gedacht dat het waarschijnlijk die van Ejmiatsin is geweest. Toch kreeg de lans een plaats bij het graf van Petrus.